# 孙大海
孙大海（1963年6月—），男，湖北襄阳人，中华人民共和国政治人物，曾任中共海南省委常委、秘书长、办公厅主任。
2022年1月，当选为海南省人大常委会副主任。